# Call of Cthulhu: Mroczne zakątki świata
Call of Cthulhu: Mroczne zakątki świata (ang. Call of Cthulhu: Dark Corners of the Earth) – gra komputerowa z gatunku survival horror, wydana 25 października 2005 roku. Fabuła gry toczy się w 1920 roku i opiera się na świecie Mitów Cthulhu, który stworzył Howard Phillips Lovecraft.

## Fabuła
W grze gracz wciela się w postać prywatnego detektywa, byłego policjanta, Jacka Waltersa. Fabuła gry toczy się w I połowie XX wieku, a rozpoczyna się w 1915 roku w jednym ze starych domów okultystów w Bostonie, gdzie Jack odkrywa tajne zejście do piwnicy, gdzie kultyści dokonywali szalonych badań i kontaktowali się z wielką rasą Yith. Będąc w piwnicy, Walters za pomocą dziwnego panelu nawiązuje kontakt z tymi istotami, a kilka chwil później zostaje odnaleziony na podłodze przez policjantów przeszukujących dom. Stwierdza się u niego silną amnezję wywołaną przez silny stres, przez co ląduje w szpitalu psychiatrycznym, gdzie próbuje popełnić samobójstwo.
Po czterech miesiącach detektyw wychodzi ze szpitala i wraca do swojej pracy, nie mogąc przypomnieć sobie tego, co działo się w domu kultystów w Bostonie. Otrzymał nowego klienta, który prosi detektywa o to, aby odnalazł on pracownika jego sklepu wielobranżowego „First National”, Briana Burnhama w tajemniczej osadzie w Innsmouth. Gdy trafia na miejsce, uderza go dziwny wygląd i zachowanie jego mieszkańców, a przede wszystkim znaczne wyludnienie miasteczka. Były policjant trafia na wiele przeszkód i pułapek podczas prowadzenia śledztwa, ale udaje mu się nawiązać kontakt z kilkoma mieszkańcami Innsmouth, dzięki czemu udaje mu się kontynuować śledztwo. Mieszkańcom Innsmouth nie podoba się obecność Jacka w mieście – podczas jego snu w hotelu zostaje przez nich zaatakowany, ale cudem udaje mu się uciec. Jest zdany tylko na siebie i musi uciekać przed rybokształtnymi humanoidami przez kanały. Dzięki wskazówkom mieszkańców Innsmouth, z którymi mógł porozmawiać Jack, udaje mu się dotrzeć do więzienia i uwolnić Briana. Wraz z nim i jego kochanką ucieka z Innsmouth, zabierając z niego księgę Zakonu Dagona i broszkę ukochanej Briana.
Pod koniec drogi samochód ulega wypadkowi i dachuje. Udaje się przeżyć tylko Jackowi. Na miejscu wypadku przebywają agenci FBI, którzy zabierają detektywa do szpitala, gdzie zostaje on przesłuchany przez dwóch agentów. Okazuje się, że nie widzą oni nic o Innsmouth. Mimo tego, co Jack powiedział na przesłuchaniu, musi on pomóc agentom w odbiciu Rafinerii Marshów. Z wielką niechęcią, ale pod groźbą powrotu do szpitala psychiatrycznego, udaje się na miejsce wraz z agentami. W rafinerii główny bohater odkrywa, że na samym jej dole znajduje się potwór zwany „Shoggoth”. Badając rafinerię, Jackowi cudem udaje się ujść z życiem, ale wobec tego znów musi pomóc służbom, tym razem wojsku w odbiciu Innsmouth, gdzie po wysadzeniu rafinerii wprowadzono stan wojenny. Walters udaje się do tajemnego przejścia w skale, gdzie odnajduje i uwalnia Mackeya, którego poznał już w Innsmouth. Z jego pomocą otwiera właz w krypcie i wchodzi w głąb świątyni, gdzie napotyka uciekającego Roberta Marsha i modlących się kapłanów. Zabija ich, a Marshowi udaje się uciec.
Jack udaje się w pościg, ale po drodze trafia na pułapkę i wpada do morza. Zostaje jednak wyłowiony przez marynarzy, którzy płyną na diabelską rafę. Statek zostaje zaatakowany przez stwory, które zabijają większość marynarzy. Detektyw wraz z paroma ocalałymi ukrywa się w głębi statku, jednak oni też giną podczas gdy bohater próbował dostać się do zamkniętego pomieszczenia, w którym znajduje się klucz do zbrojowni. Gdy wychodzi na zewnętrzny pokład, zastaje wynurzającego się z wody wielkiego stwora, a zarazem jednego z trzech bogów czczonych przez Istoty z głębin, Dagona. Za pomocą działka udaje mu się unieszkodliwić potwora, ale ten niszczy doszczętnie statek. Walters budzi się na diabelskiej rafie przy szczątkach statku. Będąc na niej, Walters przedostaje się do podziemnego miasta Y'hatanei. Tam odkrywa, że jest ono atakowane przez statki podwodne, ale chroni je jakaś siła, którą wytwarza modlitwa. Jack za wszelką cenę musi dostać się do świątyni i gdy mu się to udaje, zabija czczoną tam olbrzymią istotę zwaną Hydrą i zdejmuje osłonę z podwodnego miasta. Gdy Y'hatanei zawala się, detektyw przedostaje się za pomocą pulpitu w ścianie z powrotem do Innsmouth, gdzie kończy się fabuła gry, a Jack umiera, zostając przyjęty do raju bogów Yith.